# Huntington Hardisty

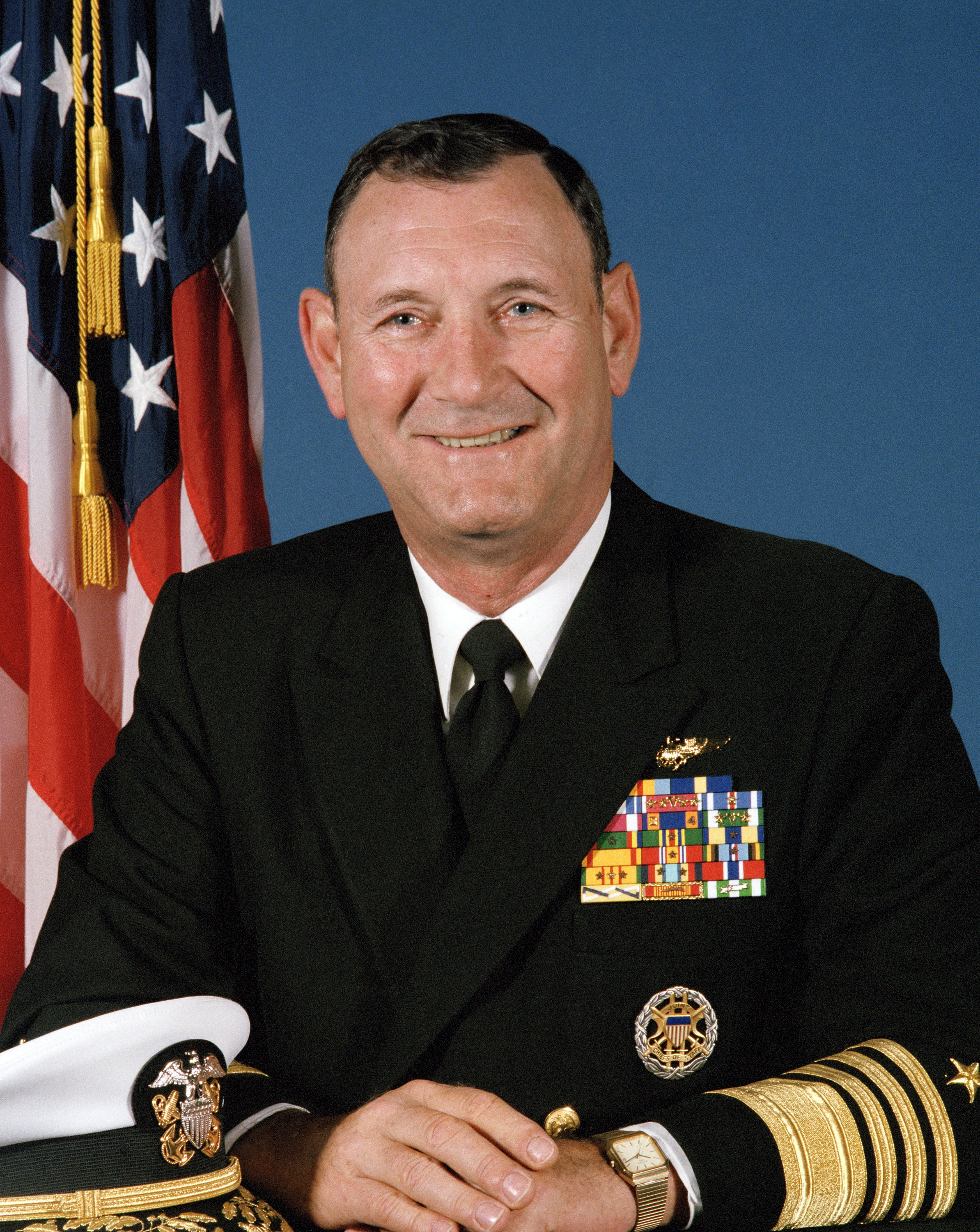
Admiral Huntington Hardisty (1987)

Huntington „Hunt“ Hardisty (* 3. Februar 1929; † 1. Oktober 2003 in Hartford, Connecticut) war ein US-amerikanischer Admiral der US Navy, der von 1987 bis 1988 Vice Chief of Naval Operations sowie zwischen 1988 und 1991 Oberbefehlshaber des US Pacific Command war.
Am 28. August 1961 stellte Hardisty einen Weltrekord mit der höchsten Geschwindigkeit in der bis dahin niedrigsten Flughöhe auf. Dabei flog er als Testpilot ein Kampfflugzeug vom Typ McDonnell Douglas F-4 Phantom II auf dem Übungs- und Testgelände White Sands Missile Range mit einer Geschwindigkeit von 900 Meilen pro Stunde (1.448,4 Kilometer pro Stunde) in einer Flughöhe von 300 Fuß (91,44 Meter) über eine Distanz von drei Kilometern. Dieser Weltrekord hatte 16 Jahre lang bis 1977 Bestand.

## Leben

### Militärische Ausbildung und Geschwindigkeitsweltrekord 1961

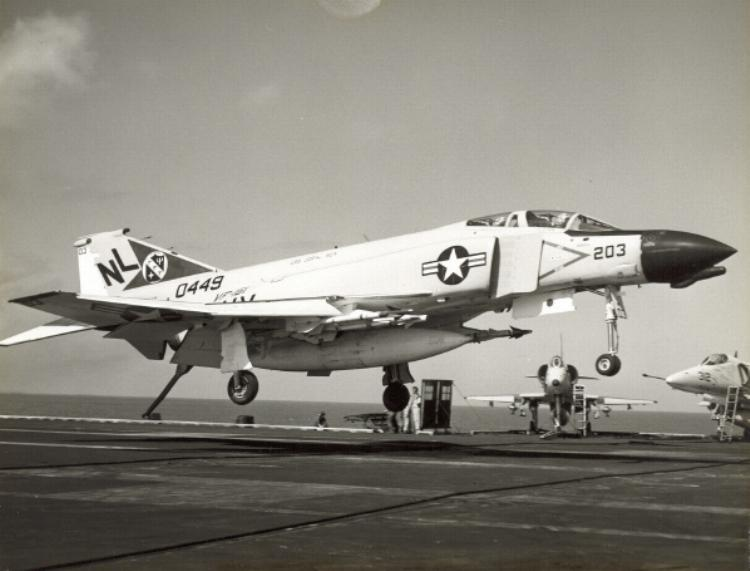
Mit einem Kampfflugzeug vom Typ McDonnell Douglas F-4 Phantom II stellte Hardisty am 28. August 1961 einen Geschwindigkeitsweltrekord auf

Hardisty begann nach dem Besuch der High School ein Studium an der University of North Carolina at Chapel Hill und verzichtete dabei auf einen Vertrag als Spieler in der Major League Baseball bei den Chicago Cubs. 1948 begann er jedoch seine militärische Ausbildung an der US Naval Academy in Annapolis, die er 1952 abschloss. Unmittelbar nach seiner Beförderung zum Leutnant zur See begann er 1952 auch eine Ausbildung zum Marineflieger, die er 1953 mit dem Flugführerabzeichen (Naval Aviator Badge) beendete.
In der Folgezeit folgten Verwendungen als Marineflieger bei der 12. Kampfstaffel (Fighter Squadron 12) sowie im weiteren Verlauf bei der 22., 101. und 102. Kampfstaffel, ehe er Testpilot für Spezialwaffenprojekte der Marinefliegerspezialwaffeneinrichtung (Naval Air Special Weapons Facility) auf der Kirtland Air Force Base in Albuquerque wurde.
Am 28. August 1961 stellte Kapitänleutnant Hardisty zusammen seinem Radarnavigationsoffizier Kapitänleutnant Earl De Esch einen Weltrekord mit der höchsten Geschwindigkeit in der bis dahin niedrigsten Flughöhe auf. Dabei flog er als Testpilot ein Kampfflugzeug vom Typ McDonnell Douglas F-4 Phantom II auf dem Übungs- und Testgelände White Sands Missile Range mit einer Geschwindigkeit von rund 900 Meilen pro Stunde (Höchstgeschwindigkeit 902,76 Meilen pro Stunde, das entspricht 1.448,4 Kilometer pro Stunde) in einer Flughöhe von 300 Fuß (91,44 Meter) über eine Distanz von drei Kilometern. Dieser Weltrekord hatte 16 Jahre lang bis 1977 Bestand. Für diese Leistung wurde ihm das Distinguished Flying Cross verliehen.

### Zeit des Vietnamkrieges

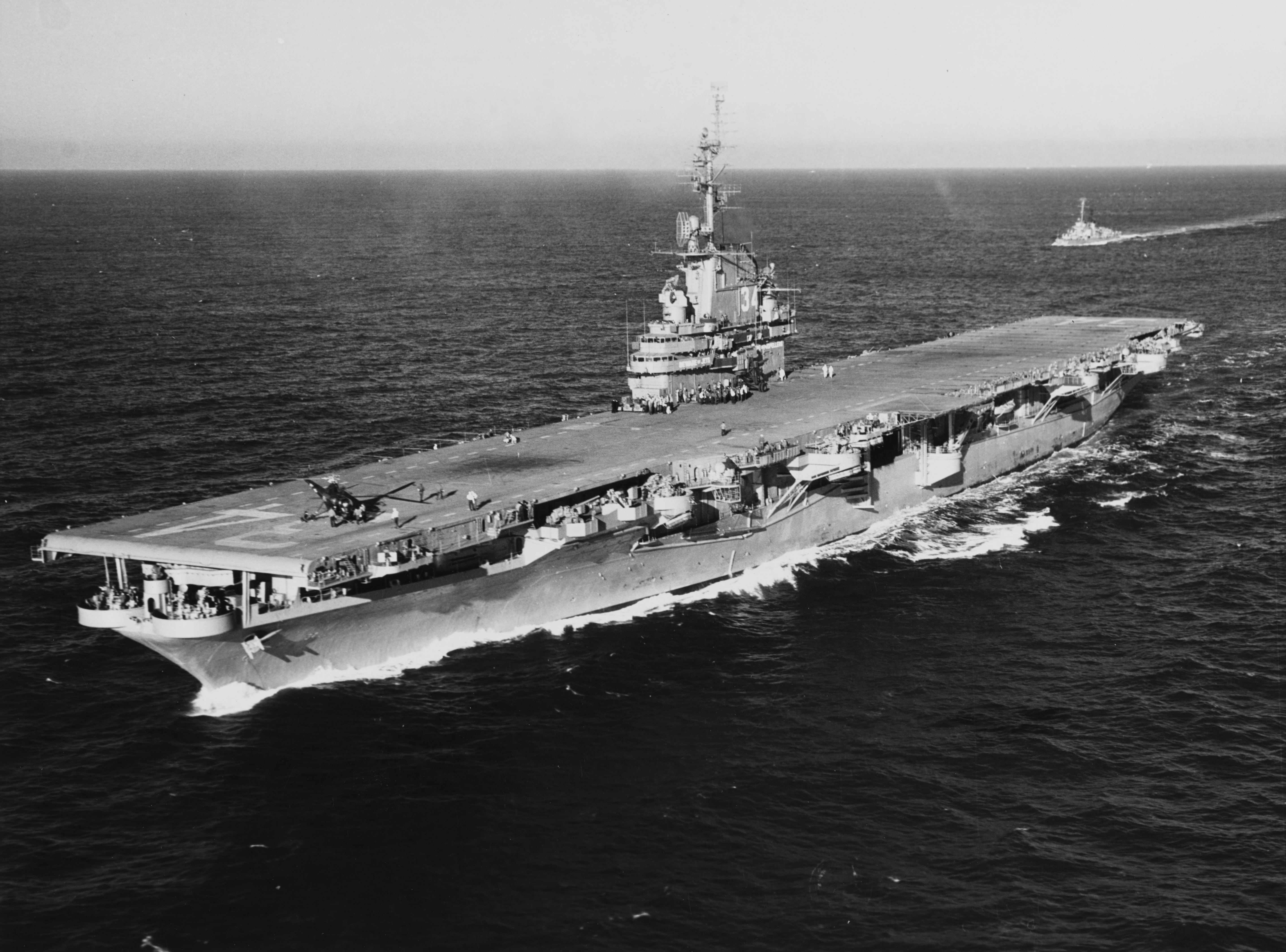
Hardisty war letzter Kommandant des Flugzeugträgers Oriskany bis zu dessen Außerdienststellung des Schiffes am 15. Mai 1976

Anschließend begann Hardisty ein postgraduales Studium im Fach Internationale Beziehungen an der Harvard University, das er 1964 mit einem Master of Science (M.Sc.) beendete. Im Anschluss folgten Verwendungen an Bord des Flugzeugträgers America versetzt und war dort zunächst Flugbetriebsoffizier sowie später Kommandeur (Commanding Officer) des 32. Kampfstaffel. Daraufhin war er Offizier für Luftoperationen bei der Flugzeugträgerverbände (Carrier Strike Force) der 7. US-Flotte (US Seventh Fleet) sowie danach als Offizier für Spezialpläne und Luftoperationen in Südostasien im Büro des Chief of Naval Operations.
Am 23. Juli 1971 wurde Fregattenkapitän Hardisty während des Vietnamkrieges Kommandeur der auf dem Flugzeugträger Kitty Hawk stationierten 11. Flugzeugträgerangriffdivision (Attack Carrier Air Wing Eleven) und verblieb in dieser Verwendung bis zum 8. Mai 1972. Dabei leitete er unter anderem zwischen Februar und Mai 1972 verschiedene Angriffe gegen Stellungen der Nordvietnamesischen Volksarmee und erhielt hierfür erstmals den Legion of Merit. Am 16. April 1972 leitete er den Einsatz eines Verbandes von 36 Kampfflugzeugen gegen die strategisch wichtige Marinebasis und die Hafenanlagen von Hải Phòng. Dabei gelang es dem Verband trotz erheblicher Flugabwehr ausweislich der nachträglichen Luftbildauswertung, das Zielgebiet erheblich zu beschädigen, insbesondere acht große Warenhäuser zu zerstören. Für die Leistungen bei diesem Einsatz wurde ihm ferner der Silver Star verliehen.
Nach Beendigung seines Einsatzes in Vietnam kehrte er am 8. Mai 1972 nach Washington, D.C. zurück und wurde Verwaltungsassistent des Direktors für Marineprogrammplanung im US-Marineministerium (US Department of the Navy). Danach wurde Kapitän zur See Hardisty am 26. September 1973 als Nachfolger Kapitän zur See Donald Edsel Moore zum Kommandanten der Savannah ernannt, ein Trossschiff der Wichita-Klasse. Auf diesem Posten verblieb er bis zum 4. Dezember 1974 und wurde dann von Kapitän zur See Richard Peter „Deke“ Bordone abgelöst. Er selbst wurde daraufhin Kommandant des Flugzeugträgers Oriskany und behielt dieses Kommando bis zur Außerdienststellung des Schiffes am 15. Mai 1976.

### Flaggoffizier

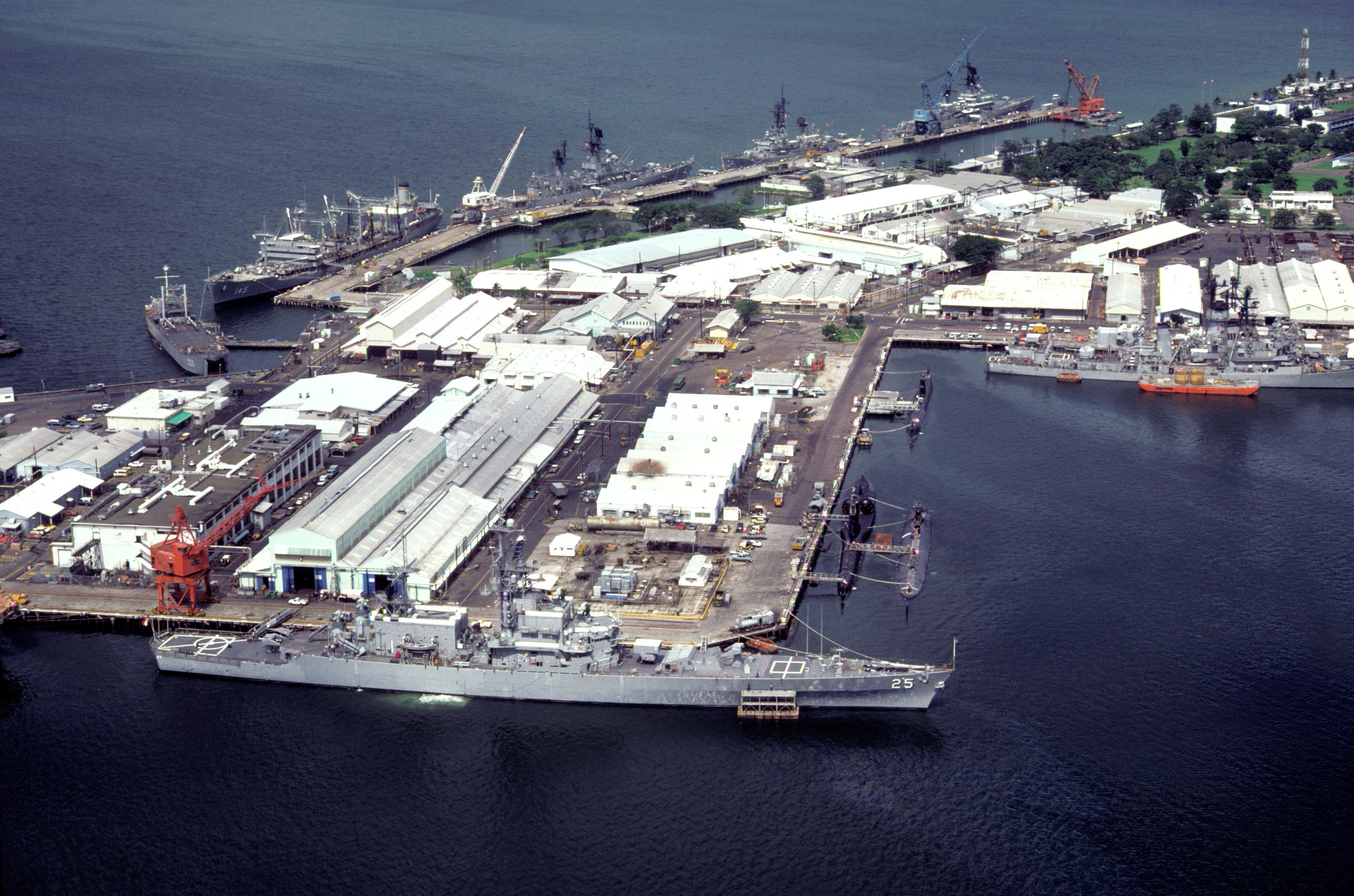
Als Konteradmiral war Hardisty unter anderem Kommandant der US Naval Base Subic Bay, der bis Anfang der 1990er Jahre größte US-Marinestützpunkt in Asien auf den Philippinen

1976 wechselte Hardisty zum Naval War College (NWC) in Newport und übernahm dort zunächst die Funktion als Akademischer Dekan (Dean of Academics). Als solcher war er auch Stellvertretender Präsident des NWC und übernahm nach dem Ausscheiden des Präsidenten, Vizeadmiral Julien J. LeBourgeois, die Funktion des Präsidenten zunächst kommissarisch wahr, ehe er nach seiner Beförderung zum Konteradmiral am 1. April 1977 39. Präsident des Naval War College wurde. Diese Funktion übte er bis zum 13. Oktober 1977 aus und wurde dann von Vizeadmiral James Stockdale abgelöst. Er hatte die bislang kürzeste Amtszeit als Präsident in der Geschichte des NWC. Für diese Verdienste erfolgte erneut die Verleihung des Legion of Merit.
Danach wurde Hardisty im November 1977 Kommandant der US Naval Base Subic Bay, der bis Anfang der 1990er Jahre größte US-Marinestützpunkt in Asien auf den Philippinen. In dieser Funktion war er zugleich Repräsentant des Oberbefehlshabers des US Pacific Command auf den Philippinen sowie Kommandeur der US-Seestreitkräfte auf den Philippinen. Als Befehlshaber im Westpazifik war er damit verantwortlich für die Unterstützung der 7. US-Flotte und arbeitete im Gegenseitigen Verteidigungsausschuss (U.S./Philippine Mutual Defense Board) mit der Führung der Streitkräfte der Philippinen zusammen. Hierfür erhielt er erneut den Legion of Merit als Anerkennung.
Nach dem Besuch eines Kurses für Schiffsmaterial und Einsatzbereitschaft für Stabs- und Flaggoffiziere in Idaho Falls im Dezember 1979 wurde er im Mai 1980 Kommandeur der 7. Flugzeugträggruppe (Carrier Group 7), aus der im Juli 1981 die Flugzeugträgerverbände (Carrier Strike Force 7) der 7. US-Flotte wurden, deren Kommandeur er wurde. Für die dortigen Verdienste bei der Verbesserung der operativen Einsatzbereitschaft, taktischen Prozeduren und logistischen Koordination wurde er abermals mit dem Legion of Merit ausgezeichnet.
Im Juli 1982 übernahm Konteradmiral Hardisty die Funktion als Stellvertretender Chef des Stabes für Planung und Operationen der US-Pazifikflotte (US Pacific Fleet) auf dem Marinestützpunkt Pearl Harbor. Er befasste sich in dieser Zeit mit der Verbesserung der operativen Organisation, der Kriegsführungskenntnisse und der Ausbildungsmöglichkeiten. Daneben setzte er sich für die Einführung und Aufsicht der Flottenüberwachungssysteme, der operativen Stationierung von Tomahawk-Raketen, erweiterten elektronischen Kriegsführungskapazitäten, Verbesserung der Ausbildung und Übungseinheiten der Schlachtschiffkommandanten ein und wurde für diese Leistungen und Verdienste wiederum mit dem Legion of Merit geehrt.
Danach kehrte er im Juli 1983 nach Washington, D.C. zurück und wurde dort zunächst Assistent des Stellvertretenden Chief of Naval Operations für Planung, Politik und Operationen und als solcher zum Vizeadmiral befördert. Im Juni 1984 übernahm Vizeadmiral Hardisty das Amt als Direktor für Operationen und Organisation bei den Vereinigten Stabschefs JCS (Joint Chiefs of Staff) und übte dieses bis Januar 1986 aus. Während dieser Zeit beriet er die Vereinigten Stabschefs und die obersten Kommandoinstitutionen der US-Streitkräfte bei internationalen Krisen wie der Entführung des Trans-World-Airlines-Fluges 847 am 14. Juni 1985, der Entführung der Achille Lauro am 7. Oktober 1985. Für diese Verdienste wurde ihm die Defense Distinguished Service Medal verliehen. Im Januar 1986 wurde er dann Stellvertretender Oberbefehlshaber und Chef des Stabes der US-Pazifikflotte.

### Admiral der US Navy
Im März 1987 wurde Hardisty zum Admiral befördert und übernahm als Nachfolger von Admiral Ronald J. Hays die Funktion als Vice Chief of Naval Operations. Er bekleidete damit nach dem Chief of Naval Operations die zweithöchste Funktion innerhalb der Führung der US Navy. Dieses Amt übte er bis August 1988 aus und wurde daraufhin von Admiral James B. Busey IV. abgelöst. Für seine Leistungen in dieser Verwendung wurde er mit der Navy Distinguished Service Medal ausgezeichnet.
Am 30. September 1988 wurde Admiral Hardisty abermals Nachfolger von Admiral Hays und folgte diesem nunmehr als Oberbefehlshaber des US Pacific Command. Er war damit Oberkommandierender dieses teilstreitkräfteübergreifenden Regionalkommandos der US-Streitkräfte und zuständig für den pazifischen und südostasiatischen Raum. Auch für die dortigen Leistungen wurde ihm die Navy Distinguished Service Medal verliehen. Nach seinem Ausscheiden aus dem militärischen Dienst wurde Admiral Charles R. Larson am 1. März 1991 sein Nachfolger als Oberkommandierender des US-Pazifikkommandos.
Während einer Anhörung im US-Kongress im Februar 1990 erklärte er die Wichtigkeit und Bedeutung der in Asien stationierten US-Streitkräfte als „bewährte Abschreckung gegen das Abenteuertum Nordkoreas“. Im Rahmen dieser Anhörung befasste er sich auch mit dem Umzug der auf den Philippinen stationierten US-Streitkräfte nach dem Auslaufen des Pachtvertrages über den Marinestützpunkt in der Subic-Bucht. Dazu führte er aus, dass auf den Inseln Guam, Saipan und Tinian zwar Potenzial vorhanden wäre, aber Guam nicht den vollständigen Umzug aufnehmen könnte, so dass nach anderen Alternativen zu suchen ist. In dieser Funktion beriet er auch General Norman Schwarzkopf, Jr. während des Zweiten Golfkrieges.
Am 25. Mai 1989 erhielt Hardisty die Gray Eagles Trophy, eine 1960 vom Flugzeughersteller Chance Vought Aircraft gestiftete Auszeichnung für Marineflieger mit der längsten aktiven Dienstzeit. Er übernahm die Auszeichnung von Vizeadmiral Robert F. Dunn und übergab die Auszeichnung mit seinem Ausscheiden aus dem aktiven Dienst am 1. März 1991 an Vizeadmiral Jerome L. Johnson. Darüber hinaus arbeitete er 1990 als Technischer Berater an der Inszenierung des Films Jagd auf Roter Oktober (Originaltitel: The Hunt for Red October) von John McTiernan mit Sean Connery, Alec Baldwin und Scott Glenn mit.

### Privatwirtschaft und Verteidigungsberater

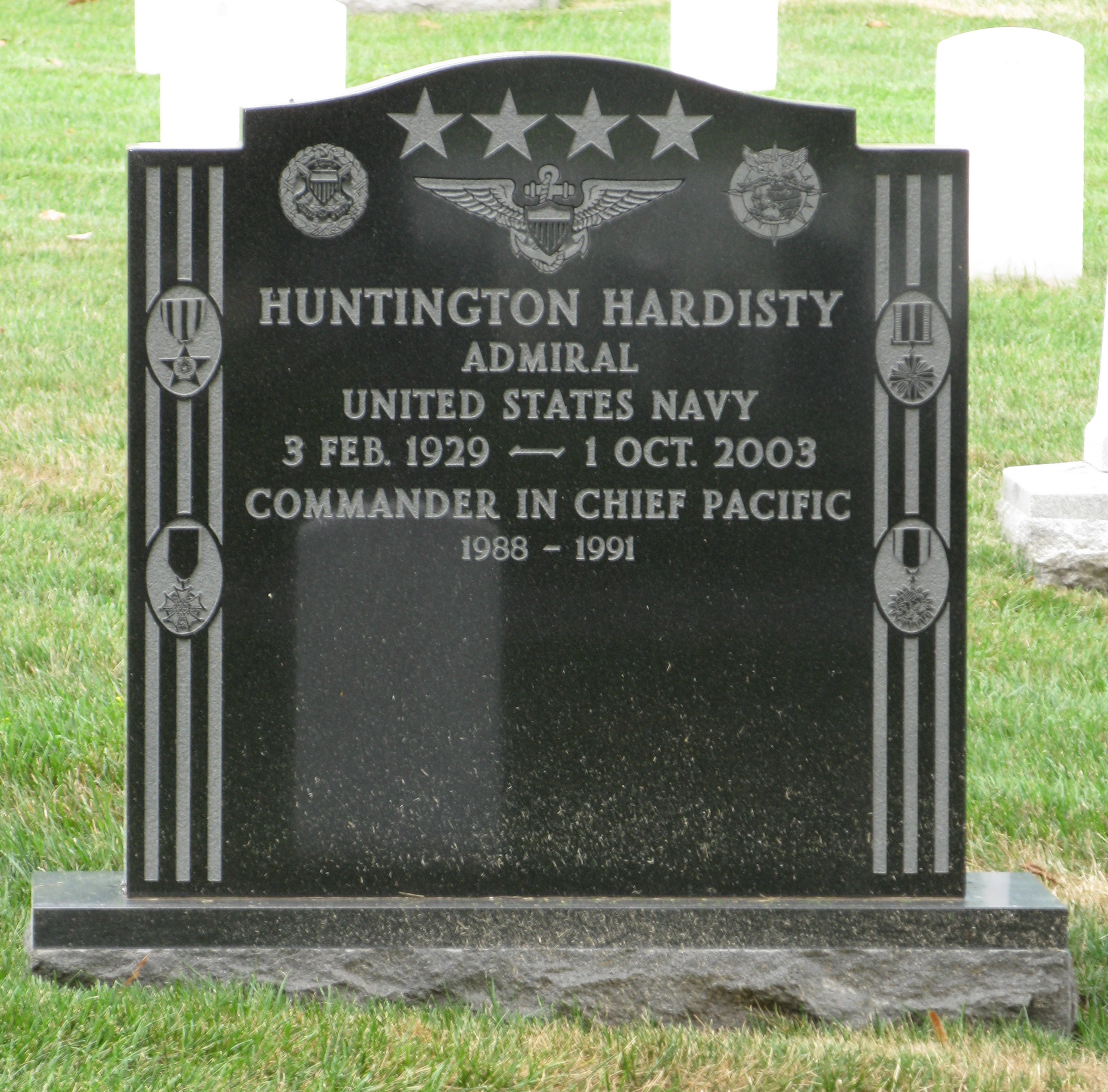
Grabstein von Huntington Hardisty auf dem Nationalfriedhof Arlington

Nach seinem Ausscheiden aus dem aktiven Militärdienst war er Vorstandsmitglied einiger Unternehmen und unter anderem auch Vorstandsvorsitzender des in Bloomfield (Connecticut) ansässigen Flugzeugherstellers Kaman Aerospace International. Des Weiteren arbeitete er auch als Berater in Verteidigungsfragen wie zum Beispiel als Mitarbeiter des Center for Naval Analyses sowie für die Regierung der Republik China. Dabei befasste er sich auch als Mitglied eines von Paul Nitze geleiteten Gutachterausschusses (Gulf War Air Power Survey Review Committee) mit einer Nachbetrachtung der Erfahrungen aus dem Zweiten Golfkrieg. Diesem Ausschuss gehörten neben anderen auch die frühere Generale Michael J. Dugan und Maxwell R. Thurman, der Historiker Bernard Lewis, der Außenpolitikexperte Andrew W. Marshall, der Diplomat Philip Merrill, der Akademiker Henry Rowen, der demokratische Kongressabgeordnete aus Missouri Ike Skelton sowie der Politikwissenschaftler James Q. Wilson an.
Weiterhin wurde er 1993 Mitglied einer vom US-Verteidigungsministerium eingesetzten Arbeitsgruppe für die Einsatzbereitschaft der Streitkräfte unter dem Vorsitz des ehemaligen General Edward C. Meyer an. Weitere Mitglieder der Arbeitsgruppe waren die ehemaligen Generale und Admirale Julius W. Becton, Jr., Robert L. J. Long, Herbert R. Temple, Jr., Maxwell R. Thurman und Joseph J. Went.
Nach seinem Tode wurde Hardisty auf dem Nationalfriedhof Arlington beigesetzt.

## Auszeichnungen
- Defense Distinguished Service Medal
- Navy Distinguished Service Medal (2 ×)
- Silver Star
- Legion of Merit (5 ×)
- Distinguished Flying Cross